# Етел Катерхем
Етел Меј Катерхем (енгл. Ethel May Caterham; Шиптон Белингер, 21. август 1909) британска је суперстогодишњакиња која је према гинисовој књизи рекорда тренутно најстарија жива особа на свету, а титулу је преузела након смрти 116-годишње Ине Канаберо Лукас из Бразила, 30. априла 2025. године. Она такође тренутно држи рекорд као најстарија особа која је икада живела у Уједињеном Краљевству.

## Биографија
Етел Катерхем рођена је у Шиптон Белингеру, Хемпшир, Енглеска, Уједињено Краљевство, 21. августа 1909. године, а одрасла је у Тидворту код Вилтшира. Била је друго најмлађе од осморо деце у породици. Њена старија сестра, Гледис Бабилас (1897–2002), преминула је у доби од 104 године и 78 дана.
1927. године, у доби од 18 година, започела је свој први посао као дадиља за једну британску породицу у Индији. Радила је као дадиља пуне четири године, што у Индији, то у Великој Британији, пре него што је упознала свог будућег супруга, Нормана Катерхема, мајора у британској војсци, 1931. године, за којег се удала 1933. године. Њен супруг доспео је до чина потпуковника у Краљевском војном платном корпусу, а у почетку су живели у Харнаму, близу Салисберија, пре него што су се преселили у Хонг Конг и Гибралтар. Док је била у Хонг Конгу, основала је вртић за локалну и британску децу, подучавајући их енглеском језику, играма и занатима. Управо у Гибралтару су Етел и Норман засновали своју породицу, на крају одгајивши две ћерке, Џем и Ен, након повратка у област Сари, у Енглеској.
Након што јој је супруг преминуо 1976. године, наследила је његов ауто "Тријумф Доломит" и наставила да га вози све до своје 97. године. Била је редовна играчица бриџа и у доби од преко 100 година. Надживела је обе своје ћерке: Џем, која је преминула почетком 2000-их, и Ен, која је преминула у 82. години живота, фебруара 2020. године. У доби од 115 година, имала је три унуке и петоро праунука.
21. августа 2019. године, прославила је свој 110. рођендан, поставши суперстогодишњакиња. Када су је питали о тајни њене дуговечности, рекла је: „Реците да, свакој прилици, јер никада не знате до чега ће вас довести. Имајте позитиван ментални став и једите све умерено“.
22. јануара 2022. године, након смрти 112-годишње Моли Вокер, постала је најстарија жива особа у Уједињеном Краљевству.
19. августа 2024. године, након смрти 117-годишње Марије Брањас из Шпаније, постала је најстарија жива особа у Европи.
7. априла 2025. године, у доби од 115 година и 229 дана, надмашила је старост Шарлот Хјуз (1877–1993) од 115 година и 228 дана, поставши најстарија особа која је икада живела у Уједињеном Краљевству.
26. априла 2025. године, након смрти 115-годишње Окаги Хајаши из Јапана, постала је последња преживела особа рођена 1909. године. Само четири дана касније, 30. априла 2025, након смрти 116-годишње Ине Канаберо Лукас из Бразила, постала је најстарија жива особа на свету и последња преживела особа рођена у деценији 1900-их.
Етел Катерхем тренутно живи у Сари, Енглеска, Уједињено Краљевство, у доби од 115 година и 302 дана.